# 히라코 리사
히라코 리사(일본어: 平子 理沙, 1971년 2월 14일 ~ )는 일본의 모델이다.